# François Collin de Blamont
François Collin de Blamont (Versalles, 22 de novembre de 1690 – idem. 14 de febrer de 1760), fou un compositor francès de l'època barroca.
El 1719 era superintendent del rei. Va compondre diversos balls per a la cort, cantates, motets, etc., entre els quals mereixen citar-se per la seva importància: Les fêtes grecques et romaines (1723), que s'estrenaren en l'Opera i li valgueren la creu de Sant Miquel; Le caprice d'Erato (1730), Endymion (1731), Les caractères de l'amour (1738), Les amours du printemps (1739) i, per a les festes de la cort, Zéphire et Flore, i en col·laboració amb el seu alumne Bernard de Bury, Jupiter, vainqueur des Titans i Les fêtes de Thétis.
Defensor de la música antiga contra el partidaris de la italiana, va escriure donant suport a les seves tendències, el llibre: Essai sur les goûts ancians et modernes de la musique française (1754).